# Край, Пауль
Пауль Край фон Крайова унд Топола (нем. Paul Freiherr Kray von Krajova und Topola; 5 февраля 1735, Кежмарок — 19 января 1804, Пешт) — австрийский полководец. Барон фон Крайова (июль 1790 года). Фельдцейхмейстер (12 апреля 1799 года)

## Биография
Сын капитана Имперской армии. Службу начал в 1754 году кадетом 31-го пехотного полка Самуэля барона фон Халлера фон Халлерштейна. Участник Семилетней войны. В 1778 году из капитанов гренадерского полка произведён в майоры 39-го Прейсахского пехотного полка. С 1783 года подполковник 2-го Секейского пограничного пехотного полка. В 1784 году руководил подавлением восстания в Трансильвании. В 1785 году произведён в полковники и назначен командиром 1-го Валашского пограничного полка. Отличился в ходе войны с Османской империей. Прославился своими действиями у города Крайова в Малой Валахии в 1789 году, 21 декабря награждён рыцарским крестом Военного ордена Марии Терезии. В мае 1790 года за отличия произведён в генерал-майоры. С декабря 1790 года командующий войсками в Малой Валахии. В июле 1791 года оставил службу.
После того, как командование армией, действующей против Французской республики, в 1793 году принял принц Кобypгский, Край вернулся на службу. 1 апреля прибыл в действующую армию и назначен командиром авангарда. Участник сражений при Фамаре, Менине, Ле-Като, Куртре, Флерюсе и других. Отличился при осаде Валенсьена. Заслужил похвалу эрцгерцога Карла.
5 марта 1796 года произведён в фельдмаршал-лейтенанты и направлен на Рейн в армию эрцгерцога Карла. Разбил французские войска Клебера при Кирхайбе. Содействовал австрийским победам при Амберге и Вюрцбурге. В 1797 году воевал под началом фельдмаршал-лейтенанта барона Вернека. Потерпел поражение в сражениях при Гисене и Франкфурте-на-Майне. Участвовал в неудачной для австрийцев битве при Нойвиде.
В 1798 году переведён в Италию, где назначен командиром дивизии в Венеции. В начале 1799 года нанёс поражение армии Шерера при Вероне (26 марта) и Маньяно (5 апреля), после чего Шерер был вынужден отойти за Адду. 12 апреля 1799 года назначен временным главнокомандующим австрийскими войсками в Италии. Взял Брешию (21 апреля), Пескьеру (6-7 мая), Мантую (апрель-июль). Штаб Края располагался в Алессандрии. Его войска успешно действовали при Нови (15 августа) и Фоссано (17 сентября). В ноябре вызван в Вену. За победу при Нови назначен шефом 34-го пехотного полка и получил 100 тысяч флоринов.
После того, как эрцгерцог Карл оставил пост главнокомандующего армией в Германии, развёрнутой в Шварцвальде и на Верхнем Дунае, Край был назначен его преемником. В марте 1800 года прибыл в штаб-квартиру армии в Донауэшингене. В подчинении Края была группировка войск в районе Липтингена и Штокаха (около 95 тысяч человек), корпус принца Рейсса в Форарльберге и Тироле (25 тысяч человек), а также гарнизоны Филипсбурга, Ульма и Ингольштадта (около 7 тысяч человек). Армии Края противостояла французская армия Моро (около 110 тысяч человек). 3 мая его войска потерпели поражение в сражении у Штокаха и потеряли около 7 тысяч пленными и 20 орудий. После поражений при Мескрихе и Бибербахе, Край попытался через Мемминген отойти в Форарльберг, но был отброшен Лекурбом к Ульму, куда прибыл 11 мая. Попытался занять линию Леха, но 5 июня разгромлен при Оксенхаузене, а 19 июня — при Гохштедте и обратился с просьбой о перемирии, которое было подписано 15 июля в Парсдорфе. После этого Край отвёл войска за Инн и 31 июля передал командование фельдмаршал-лейтенанту Коловрату.